# Diamniadio
Diamniadio, est une ville nouvelle sénégalaise, située dans le département du Rufisque, au Sénégal, à une trentaine de kilomètres du centre-ville de la capitale, Dakar.

## Histoire
La construction de la ville nouvelle est lancée en 2015 pour désengorger Dakar. Elle est prévue pour accueillir 350 000 habitants à l’horizon 2030-2040 sur une surface de 1 644 hectares.
La construction de la ville est financée par des promoteurs immobiliers du secteur privé, auxquels l’État a donné gratuitement les terrains.
En mars 2022, elle accueille le 9e Forum mondial de l’eau.

## Administration
La ville est située dans le département de Rufisque, une subdivision de la région de Dakar. Elle a été érigée en commune en 2002.
Elle accueille de nombreuses administrations (ministère de l'agriculture, élevage, pêche, transports, mines, industrie, éducation nationale) notamment dans le premier arrondissement, entièrement affecté à ces secteurs d’activité. Cet arrondissement comprend également le Centre international de conférences Abdou-Diouf (Cicad), qui a accueilli le 15e Sommet de la francophonie en novembre 2014, et l’hôtel Radisson, inauguré en décembre 2017.
La ville doit également accueillir dans un même bâtiment les 34 agences des Nations Unies auparavant dispersées à Dakar.

## Enseignement
La ville abrite l'université Amadou-Mahtar-M'Bow, une université nommée en l'honneur d'Amadou-Mahtar M'Bow, inaugurée en décembre 2022 mais ouverte avant. Située dans le second arrondissement, l'université est spécialisée dans les Stem (sciences, technologies, ingénierie et mathématiques).
Le second arrondissement doit également accueillir la Cité du savoir, le Parc des technologies numériques, le Centre national de calcul scientifique, le centre hospitalier universitaire, l’Institut de recherche en santé, de surveillance épidémiologique et de formation (Iressef), le Vaccinopole, l’Institut national du pétrole et du gaz.

## Population
Lors du recensement de 2002, la population était de 10 898 habitants.
En 2007, selon les estimations officielles, Diamniadio compterait 12 326 personnes. 
En 2019, selon les projections de l'ANSD la population communale atteint 28 014 habitants.
Le projet de ville nouvelle prévoit que la ville accueille à terme 350 000 habitants.

## Économie
Diamniadio est au cœur d'un important projet d'aménagement du territoire, la Plateforme du Millénaire.
Il s'agit de réaliser sur un site de 2 500 hectares une plateforme permettant d'accueillir de nouvelles activités industrielles et commerciales, de délocaliser des activités administratives, industrielles et commerciales existantes et de mettre en place un cadre propice à la réalisation d’équipements marchands en partenariat avec les secteurs privés étrangers. Université et habitations modernes font partie de ce projet ambitieux.  
L'objectif principal de Diamniadio est la délocalisation de l'administration d’État très engorgée à Dakar. La création de Diamniadio avait par ailleurs pour objectif de soulager la capitale Dakar trop peuplée et dense, et qui doit supporter l'exode que connaissent les populations rurale de la sous-région. Néanmoins, il semble que Diamniadio soit devenue une ville avant tout événementielle, avec un stade sportif, un centre de conférences, une hôtellerie destinée aux compagnies aériennes, l’objectif d’ouvrir une nouvelle solution pour les Dakarois ayant des difficultés à trouver un logement ne se concrétisant pas.

## Transports

### TER
Le Train express régional mis en service commercial le 28 décembre 2021 part de Dakar centre et dessert plusieurs gares dont la gare de Diamniadio, situé à 36 kilomètres. Il relie Dakar à Diamniadio en 35 minutes. Ce TER, qui sera prolongé de 18 km en seconde phase jusqu'au nouvel aéroport international Blaise-Diagne (AIBD) d'ici fin 2024 / début 2025, est le complément indispensable à la desserte autoroutière actuelle de Diamniadio qui connaît des bouchons importants, en particulier aux heures de pointe.
Par ailleurs, une ligne ferroviaire pour le transport de voyageurs, est rouverte le 28 février 2024 entre Thiès et la gare TER de Diamniadio.
La gare de Diamnadio, qui s'étend sur une surface d’environ 10 000m² a été conçue par l'architecte Fatiya Diene Mazza. La gare Diamniadio est inaugurée le 27 décembre 2021.

### Transports routiers
De plus, les dessertes routières entre le site et les principaux pôles économiques du pays (en l'occurrence Dakar, Thiès, Diourbel, Kaolack et Fatick) devraient être améliorées de manière significative. Une autoroute à péage reliant la ville à la capitale est inaugurée depuis 2013  et la mise en service de futurs tronçons autoroutiers se poursuivra vers le Sud du pays jusqu'à Kaolack dans les années à venir (sections déjà ouvertes à la circulation en fin d'année 2017 de Diamniadio à Sindia via le nouvel aéroport international de Dakar).
La section autoroutière ayant pour origine Dakar centre (et passant par Diamniadio) se divise à l'est du nouvel aéroport international vers une branche allant vers le Sud (section en chantier jusqu'à Kaolack) et une autre branche allant vers l'Est du pays desservant depuis la fin 2018 la ville de Touba située à environ 130 kilomètres dudit aéroport international.

## Sport
Diamniadio dispose d'un palais des sports (la « Dakar Arena ») d'une capacité de 15 000 places et inauguré en août 2018. Le Stade olympique de Diamniadio qui peut accueillir 50 000 spectateurs a été inauguré en février 2022.